# Devon Walker (comediante)
Devon Walker es un comediante, escritor y actor estadounidense. En 2022, Walker se unió al elenco de Saturday Night Live como actor destacado de la temporada 48 .

## Biografía
Walker se crio en Austin y Pflugerville, Texas. Tiene un título de posgrado.
Walker comenzó su carrera en la comedia en Austin en 2015. Se mudó a la ciudad de Nueva York en el 2018, donde presenta el programa de comedia mensual Dad con los cómicos Alex English y Gary Richardson en The Jane.
Walker obtuvo el apoyo inicial de Comedy Central. Fue seleccionado para su exhibición Up Next en 2017 y tuvo su propio especial en Comedy Central Stand-Up Featuring en 2019. Ha creado y aparecido en varios cortos digitales de la cadena. Walker fue escritor de la comedia animada de Netflix Big Mouth y de la serie de comedia de Freeform de 2022 Everything's Trash.